# Immanuel von Frohnmeyer
Immanuel Frohnmeyer, ab 1905 von Frohnmeyer, (* 5. Februar 1848 in Ludwigsburg; † 8. Februar 1931 in Stuttgart) war Prälat und Generalsuperintendent von Reutlingen.

## Leben
Nach dem Studium der Theologie am Tübinger Stift folgte ab 1871 ein Vikariat auf dem Tempelhof, bevor er 1873 Repetent am Tübinger Stift und Vikar in Blaufelden wurde. Es folgten Stationen in Maulbronn, Eschach und Knittlingen. 
Ab 1881 war er Professor am Lehrerseminar in Nagold. 1887 wurde er als Referent für Schulangelegenheiten Mitglied im Konsistorium, im Rang und mit Titel eines Oberkonsistorialrates. 1896 erhielt er zudem einen Lehrauftrag für Pädagogik am höheren Lehrerinnenseminar des Königlichen Katharinenstifts in Stuttgart. Ab 1900 war er Mitglied des Disziplinargerichtshofs für evangelische Geistliche, 1902 war er Vorsitzender der Prüfungskommission für Arbeitslehrerinnen sowie Mitglied der Kommission für Erziehungshäuser. 1903 wurde er zum etatmäßigen Oberrat ernannt.
1905 erfolgte die Ernennung zum Prälaten und Generalsuperintendenten von Reutlingen, wodurch er ab 1906 auch Mitglied der Zweiten Kammer der Württembergischen Landstände war. 1913 ging er zunächst in den Ruhestand, half jedoch während des Ersten Weltkrieges im Pfarrdienst aus und wurde in Großdeinbach tätig.

## Ehrungen
- 1856 Ritterkreuz 1. Klasse des Friedrichs-Ordens
- 1910 Kommenturkreuz II. Klasse des Friedrichs-Ordens
- 1905 Ehrenkreuz des Ordens der Württembergischen Krone, welches mit dem persönlichen Adelstitel (Nobilitierung) verbunden war[1]
- 1913 Kommenturkreuz des Ordens der Württembergischen Krone

## Publikationen (Auswahl)
- Bilder aus de französischen Revolution, Steinkopf. Stuttgart, 1889
- Biblische Geographie, Verlag der Vereinsbuchhandlung. Calw/Stuttgart 1903
- Biblisches Handwörterbuch: Calwer Bibellexikon, Verlag der Vereinsbuchhandlung. Calw/Stuttgart 1912
- Leitfaden der Geschichte für die unteren und mittleren Klassen höherer Lehranstalten, Bonz. Stuttgart 1916 (9. Auflage 1920)
- Der Weltkrieg bis zum Oktober 1916: Ergänzung zum Leitfaden der Geschichte für die unteren und mittleren Klassen höherer Lehranstalten, Bonz. Stuttgart 1916
- Lehrbuch der Geschichte für die oberen Klassen höherer Lehranstalten, Bonz. Stuttgart, 1916
- Leben und Wirken des Pfarrers Johann Gottlieb Frohnmeyer (1813–1880), auf Grund seiner eigenen Aufzeichnungen, Beuron 1931